# Seznam danskih slikarjev
Seznam danskih slikarjev.

## A
- Carl Frederik Aagaard
- Nicolai Abildgaard
- Else Alfelt (1910-1974)
- Marie Triepcke Krøyer Alfvén
- Peder Als
- Anna Ancher
- Michael Peter Ancher
- Lars Andersen

## B
- Mogens Balle
- Mogens Ballin
- Lars Bang
- Wilhelm Bendz
- Albert Bertelsen
- Ejler Bille
- Jens Birkholm
- Wilhelm Bissen
- Carl Bloch
- Lars Bo
- Peter Brandes (1944-)
- P. Rostrup Bøyesen

## C
- Asmus Jacob Carstens (dansko-nemški)

## D
- Christen Dalsgaard
- Ken Denning (1957-)

## E
- Christoffer Wilhelm Eckersberg
- Lili Elbe (Lili Ilse Elvenes; prv.i. Einar Wegener)
- Malthe Engelsted

## F
- Johannes Flintoe (dan.-norv.)
- Wilhelm Freddie
- Otto Frello
- Lorenz Frølich

## G
- Albert Gottschalk
- Louis Gurlitt

## H
- Vilhelm Hammershøi
- Constantin Hansen
- Heinrich Hansen
- Niels Hansen
- Peter Hansen
- Svend Wiig Hansen
- Otto Haslund
- Henry Heerup
- Adolf Heinrich-Hansen
- Christian Horneman
- HuskMitNavn (1975-)

## I
- Pieter Isaacsz (dansko-nizozemski)

## J
- Egill Jacobsen (1910-1998)
- Robert Jacobsen (1912-1993)
- Christian Albrecht Jensen
- Elisabeth Jerichau-Baumann
- Harald Jerichau
- Holger H. Jerichau
- Jens Adolf Jerichau
- Viggo Johansen
- Asger Jorn (1914-1973)
- Jens Juel

## K
- Canuto Kallan (1960-)
- Eberhard Keilhau
- Per Kirkeby (1938-2018)
- Jesper Knudsen (1964-)
- Christen Købke
- John Kørner
- Christian Krogh
- Pietro Krohn
- Peder Severin Krøyer
- Michael Kvium
- Vilhelm Kyhn

## L
- Johannes Larsen
- Christian August Lorentzen
- J. L. Lund

## M
- Lise Malinovsky (1957-)
- Wilhelm Marstrand
- Richard Mortensen

## N
- Ejnar Nielsen
- Kay Nielsen (ilustrator)
- Thorvald Niss
- Lars Nørgård

## O
- Nulle Øigaard
- Henrik Olrik
- Jürgen Ovens

## P
- Julius Paulsen
- Carl-Henning Pe-dersen (1913-2007)
- Viggo Pedersen
- Theodor Philipsen

## R
- Tal R (Tal Rosenzweig) (izraelsko-danski)
- Sidsel Ramson?
- Jacob Rantzau
- Hans Palludan Rasmussen
- Jørgen Roed
- Johan Rohde
- Martinus Rørbye

## S
- P. A. Schou
- Joakim Skovgaard
- Niels Skovgaard
- P.C. Skovgaard
- Harald Slott-Møller
- Jens Søndergaard
- Ib Spang Olsen (ilustrator)
- Sergei Sviatchenko (ukrajinsko-dan.)
- Anna Syberg
- Ernst Syberg
- Fritz Syberg (Christian Friedrich Wilhelm Heinrich Syberg)
- Leif Sylvester Petersen

## T
- C. Thomsen
- Jens Jørgen Thorsen
- Kurt Trampedach
- Laurits Tuxen

## W
- Gerda Wegener
- Jens Ferdinand Willumsen

## Z
- Kristian Zahrtmann